# Brailly-Cornehotte
Brailly-Cornehotte é uma comuna francesa na região administrativa de Altos da França, no departamento de Somme. Estende-se por uma área de 11,5 km². Em 2010 a comuna tinha 240 habitantes (densidade: 20,9 hab./km²).